# Nyandeng Malek Deliech
Nyandeng Malek Deliech (sinh năm 1964) là một chính trị gia người Nam Sudan. Bà đã từng là thống đốc bang Warrap kể từ ngày 25 tháng 5 năm 2010, giành chiến thắng với 517.149 phiếu bầu. Bà là nữ thống đốc bang được bầu đầu tiên ở Nam Sudan.

## Giáo dục và giáo dục sớm
Nyandeng Malek Deliech được sinh ra ở Cuiebet, Bahr el Gahazal. Bà là cháu gái của tù trưởng Arol Kacuol. Năm 13 tuổi, bà chuyển đến Juba để sống với dì của mình, Victoria Yar Arol, và tiếp tục học hành. Dì của Deliech khuyến khích sự giáo dục của bà, và Deliech tiếp tục nối nghiệp sau cái chết của dì. Deliech hoàn thành trường trung học tại Gezeria năm 1984. Sau đó, bà bắt đầu giáo dục ngựa ở Ai Cập. Bà đã nhận bằng cử nhân của Đại học Zagazig vào năm 1991. Cùng năm đó, bà kết hôn với Andrew Maek Madut. Madut sinh ra ở Nam Sudan và làm giáo viên ở Ethiopia. Malek Deliech sau đó tiếp tục việc học ở Vương quốc Anh, lấy bằng thạc sĩ tại Đại học Wolverhampton năm 2003.

## Nghề nghiệp
Trong thời gian ở Ai Cập, Malek Deliech đã hoạt động trong Phong trào giải phóng nhân dân Sudan. Malek Deliech sau đó giảng dạy tại Đại học Moi ở Kenya.
Trong cuộc đấu tranh giành độc lập ở Nam Sudan, Nyandeng Malek làm việc trong ngành giáo dục ở các vùng giải phóng. Năm 2007, bà trở thành phó thống đốc và bộ trưởng giáo dục cho bang Warrap. Bà đã từ chức vì bất đồng với thống đốc. Bà đã kiếm được hỗ trợ cho thiết kế của mình để từ chức do nguyên tắc của mình. Tháng 4 năm 2010, bà được bầu làm thống đốc. Bà đã tuyên thệ nhậm chức thống đốc vào ngày 25 tháng 5 năm 2010  Bà là người phụ nữ đầu tiên được bầu làm thống đốc ở Nam Sudan. Là thống đốc, bà thúc đẩy cơ hội giáo dục cho phụ nữ và các cô gái.
Vào tháng 8 năm 2015 Malek Deliech đã phải đối mặt với những lời chỉ trích vì sa thải 18 công chức. Một thành viên của quốc hội kêu gọi tổng thống Nam Sudan loại bỏ Nyandeng Malek vì cáo buộc tham nhũng. Nyandeng Malek là một trong bốn tổng thống thống đốc Salva Kiir bị cách chức vào ngày 16 tháng 8 năm 2015.